# Hardya sevanensis
Hardya sevanensis är en insektsart som beskrevs av Aleksey A. Zachvatkin 1946. Hardya sevanensis ingår i släktet Hardya och familjen dvärgstritar. Inga underarter finns listade i Catalogue of Life.